# Katarzyna Budnik
Katarzyna Budnik (wcześniej Katarzyna Budnik-Gałązka, ur. 26 sierpnia 1985 w Hajnówce) – polska altowiolistka i nauczyciel akademicki. Występuje najczęściej jako solistka i kameralistka.

## Życiorys
Ukończyła studia na Uniwersytecie Muzycznym Fryderyka Chopina w Warszawie w klasie skrzypiec prof. Mirosława Ławrynowicza oraz w klasie altówki prof. Piotra Reicherta (u którego obecnie jest asystentką). W Polsce występowała na licznych festiwalach (m.in. na Festiwalu Muzycznym w Łańcucie, Międzynarodowym Festiwalu Muzyki Kameralnej Muzyka na Szczytach w Zakopanem). Oprócz Polski odbyła liczne koncerty w Europie, w takich krajach jak: Czechy, Austria, Niemcy, Francja, Rosja.
Od 2009 występuje w trio smyczkowym razem z Anną Marią Staśkiewicz i Marcinem Zdunikiem. W 2010 r. uczestniczyła w projekcie Chamber Music Connects the World zorganizowanym przez Kronberg Academy, podczas którego występowała z takimi muzykami jak: Gidon Kremer, Tatiana Grindenko, Jurij Baszmiet, András Schiff i Frans Helmerson. Na zaproszenie specjalne od Gidona Kremera wystąpiła na Kammermusikfest Lockenhaus. W 2011 roku Budnik-Gałązka wystąpiła na festiwalu „Chopin i jego Europa” w Warszawie.
W 2013 firma fonograficzna Dux wydała jej album solowy Viola Recital, gdzie altowiolistce towarzyszy Krzysztof Meisinger na gitarze. Płyta zdobyła nagrodę Fryderyk 2014 w kategorii muzyki poważnej, „Album Roku – Recital Solowy”. Artystka otrzymała również nominację do Paszportu Polityki 2013 w kategorii Muzyka Poważna.
Od 2014 członkini Sinfonii Varsovii i liderka tamtejszej grupy altówek, a od 2015 członkini Sinfonia Varsovia String Quintet (razem z Anną Marią Staśkiewicz, Kamilem Staniczkiem, Marcelem Markowskim i Michałem Sobusiem).
Za wybitne osiągnięcia przyznano jej stypendium Ministra Kultury i Dziedzictwa Narodowego. Jest ponadto stypendystką programu stypendialnego Młoda Polska. Dedykowany jej jest Concerto élégiaque (2016/17) Piotra Mossa.

## Konkursy
Artystka jest laureatką licznych konkursów:
- 2008: Międzynarodowy Konkurs im. Ludwiga van Beethovena (Hradec-Králové, Czechy) – I miejsce
- 2008: XV Międzynarodowy Konkurs im. Johannesa Brahmsa (Pörtschach, Austria) – I miejsce
- 2008: VIII Ogólnopolski Konkurs Altówkowy im. Jana Rakowskiego (Poznań, Polska) – I miejsce
- 2009: Międzynarodowy Konkurs im. Maxa Rostala (Berlin, Niemcy) – II miejsce
- 2009: Międzynarodowy Konkurs Muzyki Kameralnej im. Maxa Regera (Sondershausen, Niemcy) – II miejsce
- 2010: IV Międzynarodowy Konkurs im. Michała Spisaka (Dąbrowa Górnicza, Polska) – II miejsce
- 2013: Międzynarodowy Konkurs Muzyczny ARD (Monachium, Niemcy) – III miejsce

## Dyskografia
Albumy solowe
- 2013: Viola Recital (Dux)

Inne projekty
- 2012: Jakub Haufa, Marcin Sikorski i Katarzyna Budnik-Gałązka – Sonaty skrzypcowe (Universal)
- 2010: Łukasz Kuropaczewski – Aqua e vinho (Ponte Art Production)